# Championnats panaméricains de BMX freestyle 2019
Navigation
Édition suivante
Les championnats panaméricains de BMX freestyle 2019 ont lieu le 5 octobre 2019 à Cary (Caroline du Nord) aux États-Unis. 

## Podiums
| Épreuves           | Or              | Argent         | Bronze        |
| ------------------ | --------------- | -------------- | ------------- |
| BMX Freestyle Park |                 |                |               |
| Élites hommes      | Daniel Sandoval | Justin Dowell  | Daniel Dhers  |
| BMX Freestyle Park |                 |                |               |
| Élites femmes      | Hannah Roberts  | Perris Benegas | Chelsea Wolfe |